# Анговиль
Ангови́ль (фр. Angoville) — коммуна во Франции, находится в регионе Нижняя Нормандия. Департамент коммуны — Кальвадос. Входит в состав кантона Тюри-Аркур. Округ коммуны — Кан.
Код INSEE коммуны — 14013.

## Население
Население коммуны на 2010 год составляло 34 человека.
| 1962 | 1968 | 1975 | 1982 | 1990 | 1999 | 2010 |
| ---- | ---- | ---- | ---- | ---- | ---- | ---- |
| 64   | 51   | 45   | 40   | 29   | 30   | 34   |

## Экономика
В 2010 году среди 21 человека трудоспособного возраста (15—64 лет) 14 были экономически активными, 7 — неактивными (показатель активности — 66,7 %, в 1999 году было 80,0 %). Из 14 активных жителей работали 13 человек (7 мужчин и 6 женщин), безработной была 1 женщина. Среди 7 неактивных 2 человека были учениками или студентами, 4 — пенсионерами, 1 был неактивным по другим причинам.